# Mistrovství světa v malém fotbale žen 2021
Mistrovství světa v malém fotbale žen 2021 bylo 1. ročníkem Mistrovství světa v malém fotbale žen a konalo se v ukrajinském hlavním městě Kyjev v období od 12. do 15. srpna 2021. Zúčastnilo se ho 8 týmů, které byly rozděleny do dvou skupin po 4. Ze skupiny pak postoupily první dva celky do semifinále. Vyřazovací fáze zahrnovala 4 zápasy. Ve finále zvítězily reprezentantky USA, které porazily výběr  Moldavska 10:0 a s drtivým skóre 47:2 vyhrály celý turnaj bez jediné porážky. 
Původně se turnaje měla zúčastnit i ženská reprezentace Guatemaly. Ta ale kvůli pandemii covidu-19 do dějiště šampionátu nemohla odcestovat, a tak organizátoři rozhodli, že místo Guatemaly bude na turnaji hrát výběr žen Kyjeva. Zápasy tohoto týmu však byly odehrány jako přátelské a nebyly započítávány jako soutěžní.

## Stadion
Turnaj se hrál na jednom stadioně v jednom hostitelském městě: Sportovní park (Kyjev).
| Sportovní park |
| Kyjev          |

## Skupinová fáze
Čas každého zápasu je uveden v lokálním čase.
| Vysvětlivky                     |
| ------------------------------- |
| Týmy postupující do semifinále  |
| Vítěz zápasu je tučně zvýrazněn |

#### Skupina A
| Tým       | Z | V | R | P | VG | IG | +/− | B |
| --------- | - | - | - | - | -- | -- | --- | - |
| USA       | 3 | 3 | 0 | 0 | 36 | 2  | +34 | 9 |
| Švýcarsko | 3 | 2 | 0 | 1 | 9  | 13 | −4  | 6 |
| Moldavsko | 3 | 1 | 0 | 2 | 6  | 24 | −18 | 3 |
| Ukrajina  | 3 | 0 | 0 | 3 | 5  | 17 | −12 | 0 |

- Švýcarský tým z technických důvodů nemohl v turnaji pokračovat. Do semifinále postoupilo Moldavsko.

| 12. srpna 2021 12:30                       |       |                                                                         |                       |
| Ukrajina                                   | 2 : 4 | Švýcarsko                                                               | Sportovní park, Kyjev |
| Anna Voskoboinyková 24' Daria Zelenská 27' |       | Scilla Grossiová 21', 40' Irene Terranellaová 25' Clara Lucchiniová 42' | Sportovní park, Kyjev |

| 12. srpna 2021 15:00 |        |           |                       |
| USA | 18 : 0 | Moldavsko | Sportovní park, Kyjev |
| Eryn Yenneová 1' Natalia Torresová Diazová 7', 18', 25' Ashley Gogolinová 9', 13' Alivia Mileskyová 10', 37', 43', 48' Kennedy Kesslerová 19', 28', 34', 47' Ecaterina Maličová 21' (vl.) Christy Zwolskiová 23' Valerie Lelleová 41' Emily Byorthová 47' |        |           | Sportovní park, Kyjev |

| 13. srpna 2021 13:45                               |       |                                                                                        |                       |
| Ukrajina                                           | 3 : 4 | Moldavsko                                                                              | Sportovní park, Kyjev |
| Yevheniia Šostaková 4', 29' Anna Voskoboinyková 6' |       | Natalia Clipčaová 31' Mădălina Bădiceanuová 32' Lia Vlasová 39' Valeria Arhiriiová 44' | Sportovní park, Kyjev |

| 13. srpna 2021 15:00 |       |                           |                       |
| USA | 9 : 2 | Švýcarsko                 | Sportovní park, Kyjev |
| Alivia Mileskyová 4', 6', 31' Natalia Torresová Diazová 5', 37' Christy Zwolskiová 13' Kennedy Kesslerová 16', 49' Emily Byorthová 34' |       | Scilla Grossiová 40', 41' | Sportovní park, Kyjev |

| 14. srpna 2021 12:30                               |       |                                                                     |                       |
| Moldavsko                                          | 2 : 3 | Švýcarsko                                                           | Sportovní park, Kyjev |
| Nicoleta Golanová 11' Giorgia Pestoniová 23' (vl.) |       | Stefania Bulettiová 10' Giada Londinoová 37' Scilla Grossiová 50+1' | Sportovní park, Kyjev |

| 14. srpna 2021 15:00 |       | |                       |
| Ukrajina             | 0 : 9 | USA                                                                                                   | Sportovní park, Kyjev |
|                      |       | Kennedy Kesslerová 6', 16', 36', 50+1' Erin Yenneová 16', 47' Natalia Torresová Diazová 20', 34', 39' | Sportovní park, Kyjev |

#### Skupina B
| Tým              | Z | V | R | P | VG | IG | +/− | B |
| ---------------- | - | - | - | - | -- | -- | --- | - |
| Egypt            | 3 | 3 | 0 | 0 | 11 | 0  | +11 | 9 |
| Srbsko           | 3 | 2 | 0 | 1 | 22 | 2  | +20 | 6 |
| Výběr žen Kyjeva | 3 | 1 | 0 | 2 | 5  | 6  | −1  | 3 |
| Indie            | 3 | 0 | 0 | 3 | 2  | 32 | −30 | 0 |

| 12. srpna 2021 11:15      |       |                  |                       |
| Egypt                     | 1 : 0 | Výběr žen Kyjeva | Sportovní park, Kyjev |
| Eman Hassanová 14' (pen.) |       |                  | Sportovní park, Kyjev |

| 12. srpna 2021 13:45            |        | |                       |
| Indie                           | 1 : 18 | Srbsko | Sportovní park, Kyjev |
| Katarina Filipovičová 36' (vl.) |        | Tamara Perlinačová 3', 25' Barbara Lazarevičová 5' Jovana Jankovičová 8' Nikolina Batiničová 8', 22', 23', 30', 42' 45' Anna Michajlovičová 16', 17', 30' Jelena Jankovičová 19', 20' Jovana Drobnjaková 22' Pratapová 38' (vl.) Makamová 41' (vl.) | Sportovní park, Kyjev |

| 13. srpna 2021 11:15 |       |       |                       |
| Výběr žen Kyjeva     | 5 : 1 | Indie | Sportovní park, Kyjev |
| 13' 26' 40' 41' 44'  |       | 4'    | Sportovní park, Kyjev |

| 13. srpna 2021 12:30          |       |        |                       |
| Egypt                         | 1 : 0 | Srbsko | Sportovní park, Kyjev |
| Yara Sabriová Al Sayedová 36' |       |        | Sportovní park, Kyjev |

| 14. srpna 2021 11:15                                                     |       |                  |                       |
| Srbsko                                                                   | 4 : 0 | Výběr žen Kyjeva | Sportovní park, Kyjev |
| Jovana Jankovičová 2' Jovana Drobnjaková 16', 30' Tamara Perlinačová 27' |       |                  | Sportovní park, Kyjev |

| 14. srpna 2021 13:45 |       |       |                       |
| Egypt | 9 : 0 | Indie | Sportovní park, Kyjev |
| Nourhan Amrová Jalalová 9', 43' Mona Al Sayedová Muhammadová 16', 31' Maryam Mohamedová Abdelová 24' Samar Mohamedová Sayedová Ahmedová 26', 33' Rana Ali Nasrová Hassanová 32', 34' |       |       | Sportovní park, Kyjev |

## Vyřazovací fáze
|  | Semifinále | Semifinále | Semifinále |  |  | Finále      | Finále      | Finále      |
|  |            |            |            |  |  |             |             |             |
|  |            | Srbsko     | 0          |  |  |             |             |             |
|  |            | USA        | 2          |  |  |             |             |             |
|  |            |            |            |  |  |             | USA         | 10          |
|  |            |            |            |  |  |             | Moldavsko   | 0           |
|  |            | Moldavsko  | 1 (2)      |  |  |             |             |             |
|  |            | Egypt      | 1 (0)      |  |  | Třetí místo | Třetí místo | Třetí místo |
|  |            |            |            |  |  |             | Srbsko      | 6           |
|  |            |            |            |  |  |             | Egypt       | 1           |

#### Semifinále
| 15. srpna 2021 8:15 |       |                                        |                       |
| Srbsko              | 0 : 2 | USA                                    | Sportovní park, Kyjev |
|                     |       | Erin Yenneová 9' Ashley Gogolinová 23' | Sportovní park, Kyjev |

| 15. srpna 2021 9:45  |       |                               |                       |
| Moldavsko            | 1 : 1 | Egypt                         | Sportovní park, Kyjev |
| Carina Doibanová 19' |       | Yara Sabriová Al Sayedová 10' | Sportovní park, Kyjev |

|                              |       | Penaltový rozstřel                                |  |
| Daniela Cuțuruba Lia Vlasová | 2 : 0 | Yara Sabriová Al Sayedová Nourhan Amrová Jalalová |  |

#### O 3. místo
| 15. srpna 2021 14:15 |       |                               |                       |
| Srbsko | 6 : 1 | Egypt                         | Sportovní park, Kyjev |
| Anna Michajlovičová 1' Nikolina Batiničová 4', 6' Barbara Lazarevičová 12' Jovana Drobnjaková 15' Tamara Perlinačová 36' |       | Yara Sabriová Al Sayedová 49' | Sportovní park, Kyjev |

#### Finále
| 15. srpna 2021 18:15 |        |           |                       |
| USA | 10 : 0 | Moldavsko | Sportovní park, Kyjev |
| Natalia Torresová Diazová 7', 46' Erin Yenneová 14', 45' Jackie Esterkampová 16' Kennedy Kesslerová 18', 34' Alivia Mileskyová 19', 50+1' Andreea Costinová 34' (vl.) |        |           | Sportovní park, Kyjev |